# Mehrstetten
Mehrstetten är en kommun (tyska Gemeinde) i Landkreis Reutlingen i delstaten Baden-Württemberg i Tyskland. Folkmängden uppgår till cirka 1 500 invånare, på en yta av 17,1 kvadratkilometer.
Kommunen ingår i kommunalförbundet Münsingen tillsammans med staden Münsingen kommunen Gomadingen.

## Befolkningsutveckling
| Befolkningsutvecklingen i Mehrstetten 1975–2015 | Befolkningsutvecklingen i Mehrstetten 1975–2015 | Befolkningsutvecklingen i Mehrstetten 1975–2015 | Befolkningsutvecklingen i Mehrstetten 1975–2015 | Befolkningsutvecklingen i Mehrstetten 1975–2015 |
| ----------------------------------------------- | ----------------------------------------------- | ----------------------------------------------- | ----------------------------------------------- | ----------------------------------------------- |
|                                                 |                                                 |                                                 |                                                 |                                                 |
| År                                              |                                                 |                                                 | Folkmängd                                       | Areal (ha)                                      |
| 1975                                            | 1975                                            |                                                 | 1 036                                           | 1 609                                           |
| 1980                                            | 1980                                            |                                                 | 1 077                                           | 1 709                                           |
| 1985                                            | 1985                                            |                                                 | 1 187                                           | 1 710                                           |
| 1990                                            | 1990                                            |                                                 | 1 312                                           |                                                 |
| 1995                                            | 1995                                            |                                                 | 1 392                                           |                                                 |
| 2000                                            | 2000                                            |                                                 | 1 417                                           |                                                 |
| 2005                                            | 2005                                            |                                                 | 1 446                                           |                                                 |
| 2010                                            | 2010                                            |                                                 | 1 348                                           |                                                 |
| 2015                                            | 2015                                            |                                                 | 1 340                                           |                                                 |
|                                                 |                                                 |                                                 |                                                 |                                                 |